# 애덤 그린버그
애덤 그린버그(영어: Adam Greenberg, 1939년 ~ )는 이스라엘 출신 미국의 영화 촬영 기사로, 제임스 캐머런의 터미네이터 이부작을 비롯 제리 저커 감독의 《사랑과 영혼》(1990), 에밀 아르돌리노 감독의 《시스터 액트》(1991), 브렛 래트너 감독의 《러시아워》(1998) 등의 영화가 대표작이다. 폴란드 크라쿠프의 유대인계 태생으로 폴란드어 본명은 아담 그린베르크(Adam Grinberg)이다. 이스라엘 텔아비브에서 자라 미국에서 활동했다.

## 연출 작품 목록

### 영화
| 연도 | 제목                    | 원제                        | 감독                | 비고                 |
| ---- | ----------------------- | --------------------------- | ------------------- | -------------------- |
| 1984 | 브룩클린 브릿지         | Over the Brooklyn Bridge    | 메나헴 골란         |                      |
| 1984 | 의혹의 메세지           | The Ambassador              | J. 리 톰슨          |                      |
| 1984 | 터미네이터              | The Terminator              | 제임스 캐머런       |                      |
| 1985 | 해변의 사생활           | Private Resort              | 조지 바워스         |                      |
| 1986 | 아이언 이글             | Iron Eagle                  | 시드니 J. 퓨리      |                      |
| 1986 | 위즈덤                  | Wisdom                      | 에밀리오 에스테베스 |                      |
| 1987 | 라 밤바                 | La Bamba                    | 루이스 발데스       |                      |
| 1987 | 죽음의 키스             | Near Dark                   | 캐스린 비글로       |                      |
| 1987 | 뉴욕 세 남자와 아기     | Three Men and a Baby        | 레너드 니모이       |                      |
| 1988 | 에이리언 네이션         | Alien Nation                | 그레이엄 베이커     |                      |
| 1989 | 터너와 후치             | Turner & Hooch              | 로저 스포티스우드   |                      |
| 1989 | 3인의 약혼녀            | Worth Winning               | 윌 매켄지           |                      |
| 1990 | 사랑과 영혼             | Ghost                       | 제리 저커           |                      |
| 1990 | 세 남자와 아기 2        | Three Men and a Little Lady | 에밀 아르돌리노     | 아카데미 촬영상 수상 |
| 1991 | 터미네이터 2: 심판의 날 | Terminator 2: Judgment Day  | 제임스 캐머런       |                      |
| 1992 | 시스터 액트             | Sister Act                  | 에밀 아르돌리노     |                      |
| 1992 | 토이즈                  | Toys                        | 배리 레빈슨         |                      |
| 1993 | 데이브                  | Dave                        | 아이번 라이트먼     |                      |
| 1994 | 르네상스 맨             | Renaissance Man             | 페니 마셜           |                      |
| 1994 | 브루스 윌리스의 와일드  | North                       | 롭 라이너           |                      |
| 1994 | 쥬니어                  | Junior                      | 아이번 라이트먼     |                      |
| 1995 | 카멜롯의 전설           | First Knight                | 제리 저커           |                      |
| 1996 | 이레이저                | Eraser                      | 척 러셀             |                      |
| 1998 | 스피어                  | Sphere                      | 배리 레빈슨         |                      |
| 1998 | 러시아워                | Rush Hour                   | 브렛 래트너         |                      |
| 1999 | 형사 가제트             | Inspector Gadget            | 데이비드 켈로그     |                      |
| 2002 | 콜래트럴 데미지         | Collateral Damage           | 앤드루 데이비스     |                      |
| 2002 | 산타클로스 2            | The Santa Clause 2          | 마이클 렘벡         |                      |
| 2006 | 스네이크 온 어 플레인   | Snakes on a Plane           | 데이비드 R. 엘리스  |                      |